# Tetabiate
Juan Maldonado Waswechia, més conegut com a Tetabiate o Tetaviecti (Benem, Sonora, 1857-1901) fou un cabdill yaqui que va prendre el testimoni de Cajemé, afusellat el 1887, en la revolta contra el governador de Sonora fins que es va signar la Pau d'Estación Ortiz el 1897.
Tetabiate va militar a les files de l'exèrcit yaqui a les ordres del General José María Leyva (Cajemé) i, a la mort d'aquest, va assumir el comandament suprem de les seves tropes, que van quedar sobre les armes en contra del govern mexicà. El 15 de maig de 1897, Tetabiate es va presentar a Estación Ortiz, on va signar la pau amb les autoritats civils i militars mexicanes. Es va revoltar novament al juliol de 1899; però va ser mort en un enfrontament amb les forces de l'Exèrcit mexicà el 9 de juliol de 1901 a les muntanyes Bacatete fins a la massacre de Mazacoba (1900), on moriren un miler de yaquis.